# Росайт
Ро́сайт (англ. Rosyth, listenо файле; гэльск. Ros Saidhe или Ros Saoithe) — город в Шотландии, расположенный на берегу залива Ферт-оф-Форт в трёх милях (4,8 км) к югу от Данфермлина. Население на 2020 год 13 570 человек.

## История
Город был основан в 1909 году как город-сад (тип планировки городов, возникший в начале XX века) с доками и верфями, и должен был представлять собой порт близлежащего относительно крупного города Данфермлина. В настоящее время порт имеет только прямое паромное сообщение с материковой частью Европы из Шотландии (работа парома остановилась в сентябре 2008 года и перезапустилась в мае 2009 года в соответствии с новым оператором Norfolkline). Росайт плавно перетекает в соседний Inverkeithing, с которым разделен лишь автомагистралью M90. Росайт — железнодорожная станция на Кольцевой линии Файф.

## Управление
Росайт находится в пределах избирательного округа Западный Dunfermline шотландского парламента, в настоящее время проведены Джим Толсон из шотландских либерал-демократов, а также «Среднего и Шотландского Файф» избирательного региона. Для парламента Великобритании Росайт расположен в Dunfermline и Западном Файф Вестминстерского округа, в настоящее время проведены Томас Дохерти из лейбористской партии.
Росайт состоит из трех представителей Файф Совета: Кит Легг (шотландский либерал-демократ), Дуглас Чепмен (Шотландская национальная партия) и Пэт Каллахан (Лейбористская партия).

## Доки
Росайт известен своей большой верфью, бывшей Королевской военно-морской верфью Росайт, строительство которой началось в 1909 году. Город был задуман как город-сад с проживанием для строителей и работников верфи. Сегодня верфь достигает размера почти 1300 акров (5 км), большая часть территории была преобразована в ходе строительства.
Росайт и близлежащий Чарлстаун были крупными центрами по утилизации судовой деятельности, в частности, спасение большей части германского флота затопленного в Gutter Sound, Скапа-Флоу.
Расположенная в Росайте военно-морская база была закрыта в 1994 году, на данный момент в городе не базируются на постоянной основе суда королевского ВМФ.
Верфь Росайт стала первой приватизированной верфью в Королевском флоте, когда компания Babcock International приобрела её в 1987 году. Приватизация последовала после почти 80 лет активной эксплуатации верфи в целях обороны Соединённого Королевства. Она использовалась в двух мировых войнах и позднее, в Холодную войну с Советским Союзом, стала ключевым учреждением обслуживания ядерных подводных лодок. Когда ремонт подводных лодок окончательно закончился в 2003 году, проект для проведения раннего вывода из эксплуатации ядерных подводных лодок и смежных объектов — проект RD83 — начал предплановую подготовку. Проект финансировался Министерством Обороны, в соответствии с заключенным договором на месте после продажи верфи, но управление и субподряд является ответственностью владельца верфи, Babcock Engineering Services, члена Babcock International Group. Основной вывод из эксплуатации осуществляет субподрядчик Эдмунд Наттолл, работа которого началась в 2006 году. Предполагается завершить в 2010 году, когда большинство из районов, оккупированных подводных объектов ремонта будут возвращены в заброшенный статус и будут готовым к реконструкции. Верфь является местом для окончательной сборки двух авианосцев класса Queen Elizabeth для Королевских ВМС, которые являются результатом проекта CVF ВМС Великобритании (будущего носителя).